# Jesse Huta Galung
Jesse Huta Galung (n. 6 de octubre de 1985 en Haarlem) es un tenista neerlandés.

## Carrera
Su ranking individual más alto logrado en el ranking mundial ATP, fue el n.º 91 el 10 de febrero de 2014. Mientras que en dobles alcanzó el puesto n.º 63 el 19 de mayo de 2014.
Hasta el momento ha obtenido 1 título de la categoría ATP World Tour 500 en la modalidad de dobles y 10 títulos de la categoría ATP Challenger Series, de los cuales 9 fueron en modalidad individuales.

### Copa Davis
Desde el año 2006 es participante del Equipo de Copa Davis de Holanda. Tiene en esta competición un récord total de partidos ganados/perdidos de 6/8 (4-6 en individuales y 2/2 en dobles).

### 2008
Fue subcampeón en el Torneo de Amersfoort disputado en su país sobre pistas de tierra batida. Su compañero fue su compatriota Igor Sijsling y cayeron derrotados en la final ante el dúo checo-neerlandés František Čermák y Rogier Wassen por 5-7, 5-7.

### 2013
El neerlandés n.º 3 (detrás del n.º 43 Robin Haase, n.º 69 Igor Sijsling) terminó fuera del top 100 y se clasificó para disputar la ATP Challenger Tour Finals al alcanzar 5 finales de Challenger, ganando 4 títulos. El Challenger de Cherburgo derrotando al francés Vincent Millot en la final por 6-1, 6-3. En abril el Challenger de Saint-Brieuc derrotando a otro francés Kenny de Schepper por 7-64, 4-6, 7-63. En julio el Challenger de Scheveningen en su tierra derrotando en la final a su compatriota Robin Haase por 6-3, 6-72, 6-4 y a finales de julio el Challenger de Tampere disputado en Finlandia y venciendo en la final al francés Maxime Teixeira por 6-4, 6-3. En Grand Slam cayó en la clasificación del Abierto de Australia (perdió con Jan-Lennard Struff en la primera ronda), Roland Garros (perdió ante Farrukh Dustov en segunda ronda) y en el US Open (perdió con Florent Serra en primera ronda) En dobles fue finalista en el Torneo de Róterdam junto a su compatriota Thiemo de Bakker como compañero cayendo derrotados en la final ante Robert Lindstedt y Nenad Zimonjić por 7-5, 3-6, 8-10. Obtuvo un récord personal de $ 154.567.

### 2014
Ganó su título más importante en lo que va de su carrera el 27 de abril cuando se adjudicó el título de dobles del Torneo Conde de Godó 2014 perteneciente a la categoría ATP World Tour 500 junto al francés Stéphane Robert como compañero. Derrotaron en la final a la pareja formada por el canadiense Daniel Nestor y el serbio Nenad Zimonjić por 6-3, 6-3.

## Títulos; 12 (10 + 2)
| Leyenda                        | Individuales | Dobles |
| ------------------------------ | ------------ | ------ |
| Grand Slam (tenis)\|Grand Slam | 0            | 0      |
| ATP World Tour Finals          | 0            | 0      |
| ATP World Tour Masters 1000    | 0            | 0      |
| ATP World Tour 500 Series      | 0            | 1      |
| ATP World Tour 250 Series      | 0            | 0      |
| ATP Challenger Series          | 10           | 1      |

### Individuales

#### Títulos
| No. | Fecha      | Torneo                         | Superficie    | Oponente en la final    | Marcador            |
| 1.  | 03.09.2007 | Challenger de Alphen (1)       | Tierra batida | Augustin Gensse         | 6–4, 6–7(9), 7–6(4) |
| 2.  | 07.07.2008 | Challenger de Scheveningen (1) | Tierra batida | Diego Hartfield         | 6–3, 6–4            |
| 3.  | 22.03.2009 | Challenger de Caltanissetta    | Tierra batida | Thiemo de Bakker        | 6–2, 6–3            |
| 4.  | 09.08.2010 | Challenger de Trani            | Tierra batida | Filippo Volandri        | 7-6(3), 6-4         |
| 5.  | 06.09.2010 | Challenger de Alphen (2)       | Tierra batida | Thomas Schoorel         | 6-7(4) 6-4 6-4      |
| 6.  | 25.02.2013 | Challenger de Cherburgo        | Dura          | Vincent Millot          | 6-1, 6-3            |
| 7.  | 01.04.2013 | Challenger de Saint-Brieuc     | Dura          | Kenny de Schepper       | 7-64, 4-6, 7-63     |
| 8.  | 14.07.2013 | Challenger de Scheveningen (2) | Tierra batida | Robin Haase             | 6-3, 6-72, 6-4      |
| 9.  | 28.07.2013 | Challenger de Tampere          | Tierra batida | Maxime Teixeira         | 6-4, 6-3            |
| 10. | 07.09.2014 | Challenger de Alphen (3)       | Tierra batida | Daniel Munoz de la Nava | 6-3, 6-4            |

### Dobles

#### Títulos

##### ATP World Tour
| N.º | Fecha      | Torneo                   | Superficie | Compañero       | Oponentes en la final        | Resultado |
| --- | ---------- | ------------------------ | ---------- | --------------- | ---------------------------- | --------- |
| 1.  | 27.04.2014 | Torneo de Barcelona 2014 | Tierra     | Stéphane Robert | Daniel Nestor Nenad Zimonjić | 6-3, 6-3  |

##### ATP Challenger Tour
| N.º | Fecha      | Torneo             | Superficie | Compañero     | Oponentes en la final      | Resultado       |
| --- | ---------- | ------------------ | ---------- | ------------- | -------------------------- | --------------- |
| 1.  | 06.10.2013 | Challenger de Mons | Dura (i)   | Igor Sijsling | Eric Butorac Raven Klaasen | 4-6, 7-62, 10-7 |

#### Finales ATP
| N.º | Fecha      | Torneo               | Superficie    | Compañero        | Oponentes en la final           | Resultado      |
| --- | ---------- | -------------------- | ------------- | ---------------- | ------------------------------- | -------------- |
| 1.  | 20.07.2008 | Torneo de Amersfoort | Tierra batida | Igor Sijsling    | František Čermák Rogier Wassen  | 5-7, 5-7       |
| 2.  | 17.02.2013 | Torneo de Róterdam   | Dura(i)       | Thiemo de Bakker | Robert Lindstedt Nenad Zimonjić | 7-5, 3-6, 8-10 |